# كيث أكيرمان
كيث أكيرمان (بالإنجليزية: Keith Ackerman)‏ هو قسيس أمريكي، ولد في 3 أغسطس 1946 في ماكيسبورت في الولايات المتحدة.